# Аягоз
Аягоз (каз. Аягөз) — город районного подчинения в Абайской области Казахстана, административный центр Аягозского района.
Расположен на востоке Казахстана, на обоих берегах реки Аягоз. Имеет стратегическое значение, в городе дислоцировано несколько военных гарнизонов и комплекс ракетных войск ПВО. Является крупным транспортным узлом республики. Крупный узел Туркестано-Сибирской магистрали, развилка автотрасс республиканского значения: Алматы — Усть-Каменогорск, Караганда — Аягоз — Богаз. Над городом находится пересечение нескольких международных воздушных трасс.

## Население и состав
| 1939    | 1959    | 1970    | 1979    | 1989    | 1999    | 2009    |
| ------- | ------- | ------- | ------- | ------- | ------- | ------- |
| 21 298  | ↗31 061 | ↗35 827 | ↗38 969 | ↗42 729 | ↘38 470 | ↘37 537 |
| 2021    |         |         |         |         |         |         |
| ↗42 351 |         |         |         |         |         |         |

По состоянию на 1 января 2016 года в городе проживало 38 126 человек (18 554 мужчины и 19572 женщины).
Национальный состав (на 1 ноября 2012 года):
- казахи — 39 113 чел. (93,02 %)
- русские — 1715 чел. (4,68 %)
- татары — 387 чел. (1,06 %)
- уйгуры — 128 чел. (0,35 %)
- немцы — 66 чел. (0,18 %)
- другие — 262 чел. (0,71 %)
- Всего — 43 671 чел. (100,00 %)

28 мая 2004 года в Аягозском роддоме родился 15-миллионный житель Казахстана.

## История

### Название
Современное название города происходит от названия протекающей через него реки Аягоз. Название реки, по мнению учёных, происходит от тюркского родоплеменного наименования ай и древнетюркского угуз «река», то есть «река рода ай»; согласно популярной народной этимологии название реки и города происходит от тюркского ая — «красивый» и гөз/коз — «глаза».
Постановлением главы  Семипалатинской областной администрации от 1 сентября 1994 г. изменена транскрипция г. Аягуз на г. Аягоз.

### Первые упоминания
В 1770 году в сибирские линейные казаки переведены 137 запорожцев-гайдамаков, основали станицу Аягузскую, названную потом Сергиопольской, сейчас это город Аягоз.
После 1860 года был сельским населённым пунктом и носил название Сергиополь, Сергиопольская станица Лепсинского уезда сначала Семипалатинской, потом Семиреченской области. Ныне на месте Сергиополя располагается пригородное село, ранее именовавшееся Сергиополь, а в период независимости Казахстана переименованное в Мамырсу. Современный город возник рядом с этим селом в 1931 году в качестве пристанционного посёлка, в связи со строительством Туркестано-Сибирской железной дороги, в 1939 году он получил статус города и название Аягуз, которое сохранял до распада Советского Союза, затем уже в независимом Казахстане официально был переименован в Аягоз (транслитерация казахского названия «Аягөз»).

### Советский период
Проложенная железная дорога дала старт бурному развитию города. В городе был построен телеграф, первые школы, население постепенно стало увеличиваться; поводом для этого стала всё та же железная дорога: строительство предприятий, обслуживающих паровозы и тепловозы, обеспечивало людей постоянными рабочими местами, и в город прибывала молодёжь из близлежащих аулов и посёлков. Создавались условия для современного города: был открыт известный во всём СССР «Аягузский мясокомбинат», за ним и маслозавод и шерстопрядильная фабрика, на заводы и фабрики доставлялось сырьё из близлежащих аулов и посёлков. Половина этой продукции вывозилась в другие регионы СССР. Затем построен пимокатный завод по производству валенок (валенки к востоку от Урала именуются «пимы»), завод железобетонных изделий, пивзавод. Позднее в связи с ухудшением советско-китайских отношений в конце 60-х годов, заново формируется Среднеазиатский военный округ и для нового округа создаются новые соединения. В южной части города «Южный городок», размещён крупный военный гарнизон, 78-я танковая дивизия.
Состав 78-й тд к 1987 году:
- Управление 78-й тд — в/ч 05325, Аягуз
- 156-й танковый полк — в/ч 01221, Аягуз (на Т-62)
- 180-й танковый полк — в/ч 10810, Аягуз (на Т-62)
  - 345-й отдельный ракетный дивизион — в/ч 67734, Аягуз (на «Луна-М» 9К52)
  - 103-й отдельный инженерно-сапёрный батальон — в/ч 30624, Аягуз
  - 194-й отдельный батальон связи — в/ч 21106, Аягуз
  - 85-й отдельный разведывательный батальон — в/ч 21035, Аягуз
  - отдельный ремонтно-восстановительный батальон — в/ч 62983, Аягуз
  - отдельный батальон материального обеспечения — в/ч 10984, Аягуз
  - 546-й отдельный батальон химической защиты — в/ч 11573, Аягуз
  - отдельный автомобильный батальон — в/ч 31431, Аягуз
    - 248-я батарея управления и артиллерийской разведки — Аягуз
    - комендантская рота — Аягуз

. С 1970-х годов город достиг пика своего развития, в Аягузе началось активное строительство, был разработан генеральный план развития города, однако реализации планов помешал развал Советского Союза.

## География
Город Аягоз находится на крайнем юго-востоке степи Сарыарка и в южной части Абайской области. Город расположен в полупустынной природной зоне по обоим берегам протекающей через город одноимённой реки Аягоз. Высота над уровнем моря составляет 654 метра. Перепад высот в городе невелик, самая высокая точка находится на краю города, а самая низкая точка — урез воды реки Аягоз под ж/д мостом. Орография города разнообразная: с севера город располагается в некотором понижении рельефа. С юга город окружён холмами, и чтобы зайти в город, нужно пройти извилистыми дорогами, проходящими между холмами. Если подойти с востока, город кажется ниже, потому что именно с востока заходит река Аягоз. Самая низкая местность — это запад, откуда, соответственно, вытекает река, на западе начинается нечасто встречающаяся здесь гористая местность, здесь горы выше, чем обычные для окружающей местности холмы.

### Территория
По административно-территориальному делению в подчинении городского акимата города Аягоз находится город Аягоз и 4 железнодорожных разъезда: Айгыржал, Егизкызыл, Жыланды, Кошкентал.
Площадь территории, подчинённой городскому акимату города Аягоз составляет 17 331,5 га, в том числе пашня — 85,0 га, пастбищные угодья — 14 909,4 га. Территория, подчинённая городскому акимату, вытянута с севера на юг вдоль железной дороги.
(Дополнительно) в 2024 году 29 Февраля Часовой Пояс был изменён на 1 час назад на данный момент Часовой Пояс UTC +5

### Климат
Климат региона — резко континентальный, что связано с наибольшим удалением на материке от океанов и обуславливает большие амплитуды в годовом и суточном ходе температуры. Территория района открыта для арктического бассейна, однако изолирована горными системами Азии от влияния Индийского океана.
За погодой в Аягозе следит местная гидрометеостанция. Средняя годовая температура составляет 3,5 °C. Имеются большие колебания годовых экстремумов температуры: зимой она может достигать −45 °C, а летом +40 °C. Средняя температура января −17 °C…−19 °C, июля +20 °C…+22 °C. Средняя годовая относительная влажность воздуха — 66 %. Годовое количество атмосферных осадков 250—400 мм. Снег выпадает в конце октября — в начале ноября и лежит до апреля. Средняя годовая скорость ветра составляет 2,4 м/с. Аягоз это довольно ветреный город. В зимнее время этот ветер даже в незначительные двадцатиградусные морозы значительно усиливает суровость климата. При температуре −30 °C и ниже объявляется штормовое предупреждение, и отменяются занятия в школах. Абсолютный минимум это −51 °C, абсолютный максимум — +42 °C.
| Показатель                    | Янв. | Фев. | Март | Апр. | Май | Июнь | Июль | Авг. | Сен. | Окт. | Нояб. | Дек. | Год |
| ----------------------------- | ---- | ---- | ---- | ---- | --- | ---- | ---- | ---- | ---- | ---- | ----- | ---- | --- |
| Абсолютный максимум, °C       | 5    | 7    | 24   | 33   | 38  | 40   | 42   | 42   | 39   | 30   | 22    | 8    | 42  |
| Средний суточный максимум, °C | −11  | −10  | −2   | 12   | 22  | 27   | 29   | 27   | 20   | 11   | −1    | −9   | 10  |
| Средняя температура, °C       | −15  | −15  | −7   | 6    | 14  | 20   | 22   | 19   | 12   | 4    | −5    | −12  | 4   |
| Средний суточный минимум, °C  | −21  | −21  | −14  | −1   | 7   | 12   | 15   | 12   | 6    | −1   | −10   | −18  | −3  |
| Абсолютный минимум, °C        | −51  | −45  | −39  | −26  | −10 | −1   | 4    | −1   | −8   | −21  | −49   | −46  | −51 |
| Норма осадков, мм             | 16   | 16   | 17   | 18   | 27  | 28   | 37   | 28   | 19   | 27   | 26    | 20   | 279 |
| Источник: Погода и климат     |      |      |      |      |     |      |      |      |      |      |       |      |     |

## Транспорт
Аягоз — важный автомобильный, железнодорожный и воздушный узел в Казахстане.
Через реку Аягоз проходят 3 моста: 1 железнодорожный, 2 автомобильных (один из них называется «новый»).

### Автомобильные дороги
Город расположен на развилке дорог республиканского значения: С юга на север проходит трасса А-350 Алматы — Усть-Каменогорск, а с запада на восток — трасса А-345 Караганда — Аягоз — Богаз. Через город ежедневно проезжают тысячи автомобилей. При выезде на развилку трасс был расположен пост ГАИ Рубеж-Наркотики-Аягоз, это связано с тем, что эта трасса связывает Россию и страны Центральной Азии и Китай. Город связан автобусным сообщением с другими областями Казахстана (Павлодарской, Алматинской) и городами Алматы, Усть-Каменогорск, Семей, Павлодар, а также посёлками и районами Абайской и Восточно-Казахстанской областей. Городской транспорт представлен автобусами, в городе всего 14 маршрутных автобусов. Они объезжают весь город с одной окраины в другую. Все они находятся в подчинении ТОО «Автобусный парк».

### Железная дорога
В городе расположена крупная железнодорожная станция на узле магистрали Турксиб. В городе расположено 2 крупных локомотивных депо, в которых ремонтируют локомотивы, железнодорожные предприятия: «Аягоз-ТемиржолЖылу», «Аягоз-ТемиржолСу», «Жолбарыс», ВЧ-24 и другие. Имеется железнодорожное сообщение по направлениям: Семей—Кызылорда, Алматы—Оскемен (через ветку Шар—Усть-Каменогорск), Семей—Астана (через ст. Актогай), Алматы—Павлодар, Новосибирск—Алматы, Новокузнецк—Бишкек, Ташкент—Новосибирск.

### Воздушный транспорт
Аэропорт расположен на окраине города: Аэродром Аягоз 2 класса, способен принимать воздушные суда Ту-154, Ан-12, Як-42 и более лёгкие (а также вертолёты всех типов).

## Город

### Градообразующие предприятия
Изначально город застраивался на железнодорожной магистрали Турксиб как станция. В данное время расположена крупная железнодорожная станция, а также дислоцировано 9 предприятий железной дороги: 2 локомотивных, 2 вагонных депо, дистанции пути, сигнализации и связи. В городе крупной промышленностью занимаются мраморный завод «Alina Holding», асфальтный завод «MS-CDM-SERVIST» и предприятия по переработке животноводческого сырья.

### О городе
Город разделяется пополам крупным железнодорожным узлом магистрали Турксиба, левая его сторона основная, а правая так называемая «За Линией». Город обычно делится кварталами: 1, 2, 3, 4 кварталы за линией, а остальные, включая 7-й (самый крупный), находятся на основной части города. Микрорайоны: Центральный, 7-й, Северный, Южный, Мясокомбинат, Аягозстрой и другие поменьше. На юге расположен военный гарнизон г. Аягоз и военный городок «Южный», там находится закрытый городок, полигон и аэропорт.
Крупные развязки города: Актамберды, бульвар Абая, Сейфуллина, Дюссенова, Танирбергенова, Момышулы и другие.

### Оборона
Город Аягоз был стратегически важным городом во время СССР и остаётся им в Республике Казахстан. Это связано с тем, что город находится на востоке Казахстана в относительной близости к границе Китайской Народной Республики, со стороны которой в советский период исходила опасность, и в связи с этим город Аягоз был выбран для размещения мощного гарнизона. В советский период дислоцировалась 78-я танковая дивизия, 272-я зенитно-ракетная бригада. До начала 1990-х на аэродроме также базировалась военная авиация: в частности, с 1984 по 1988 года 737-й истребительный авиационный полк ПВО (самолёты МиГ-23МЛД).
В настоящее время в городе расположено несколько войсковых частей, включая 11-ю отдельную механизированную бригаду, расположенную в военном городке «Южный» (бывший 31-й танковый полк 78-й тд). На вооружении бригады имеются танки Т-72, БМП, МТ-ЛБ, РСЗО «Град». С западной стороны города расположена войсковая часть ПВО, на вооружении которой имеются ЗРК «Круг». На севере расположены 3 войсковые части. Так как здесь расположен один из крупнейших гарнизонов республики, Аягозский гарнизон регулярно посещает с проверками министр обороны Республики Казахстан, аким области и иные высокопоставленные гости города.

## Инфраструктура

### Образование
Все школы и общеобразовательные учреждения города и района подчиняются РАЙОНО Аягозского района.
В самом городе 12 общеобразовательных учреждений: из них 10 школ, 1 ДЮСШ, 1 школа искусств, и в городе расположен один из трёх в области детских домов для детей с ограниченными возможностями.
Казахские школы составляют большинство: № 1, № 2, № 3, № 4, № 5, № 6, школа-гимназия, лицей, школа им. К. Бозтаева. Русская
школа № 7.
Спортивные учреждения: ДЮСШ по Аягозскому району*, Зал для бокса-ДЮСШ*, Зал для борьбы-ДЮСШ*.
* Данные учреждения находятся в подчинении областного управления спорта и туризма.

### Здравоохранение
Всего лечебно-профилактических учреждении — 54, некоторые из них:
- Медобъединение Аягозского района
- Аягозский районный противотуберкулёзный диспансер
- Городская больница (МУ «Казыгул»)
- Врачебные амбулатории — 18
- ТОО «Стоматолог» — 2
- Медицинские пункты — 30
- Коечный фонд района
- Центральная районная больница
- Чубартауская сельская больница
- Актогайская сельская больница

### Телекоммуникации
Все оптоволоконные кабели и кабели связи были заложены вместе со строительством железной дороги через станцию Аягоз. В сегодняшние дни в городе услуги телефонии и связи предоставляют компании АО Казахтелеком и ТОО Семей ТрансТелеком. Междугородним кодом города Аягоз является «8(72237)ххххх».
Услуги передачи данных также предоставляет компания АО «Казахтелеком» под брендом «MegaLine». Офис компании расположен в здании АО «Қазақтелеком»

### СМИ
Выпускаются местные газеты под названиями «Аякөз Жаңалықтары» и «Мөлдір сана». Соц сети @ayagoz_city_ На территории города транслируются телеканалы: Хабар, 24kz, Евразия, Қазақстан. На окраине города расположена одна из высоких телевышек в Восточном Казахстане. Её высота составляет 200 метров.

### Культура

#### Театры
- Театры «Улагат» — театр учителей школы им. Менаякулы, с. Баршатас.
- Театр «Баршатас» — Баршатасского Дома культуры.
- Драматический коллектив «Козы Корпеш Баян сулу», руководитель С. Койгельдинова, действует в доме культуры района.

#### Музыка, опера и балет
- Народный оркестр казахских инструментов «Аягоз». Ансамбль песни и танца «Баян сулу».
- Клуб «Жадыра» районного Дома культуры.
- Танцевальный коллектив «Байшешек» школы искусств, руководитель Г. Абулхайрова.
- Оркестр казахских народных инструментов «Шубартау сазы».
- Ансамбль песни и танца «Булбул».

### Историко-культурное наследие
1. Мазар Козы Корпеш — Баян Сулу памятник архитектуры X—XI вв. Расположен на правом берегу реки Аягоз, вблизи села Тарлаулы Аягозского района. Мазар, связанный с именами героев лирико-эпической поэмы, является одним из древнейших памятников Казахстана.
2. памятник Байгара Куттыбайулы би — расположен в селе Сарыарка Аягозского района Восточно-Казахстанской области.
3. мавзолей Актайлак бия — памятник архитектуры XVIII в. Расположен в 55 км к северо-востоку от города Аягоз. Установлен на могиле известного поэта среднего жуза Актайлака. Мавзолей обнесён оградой, сооружённой из сырого кирпича и камней.
4. мавзолей султана Барак Солтыбайулы (год рождения неизвестен — 1865). Потомок султана Абилпеиза. Родился в местечке около Аягоза. Польский путешественник Янушкевич в своих записях характеризует Барака как умного, добродушного, смелого, сравнивает его со степным Геркулесом.
5. мавзолей бия Жобалай Байсейтулы[каз.] (1730—1818). Расположен в Восточно-Казахстанской области, Аягозском районе, селе Мадениет.
6. мавзолей Шакантай батыр Жаугашарулы (1706—1791). Отец Шакантая Жаугашар, настоящее имя Алшан, был богатым. Он скончался, когда Шакантаю было семь лет. По сведением, дошедшим до нас, Шакантай, Каракерей, Кабанбай вместе с керей Ер Жанибеком участвовали в нескольких боях. Он воевал в XVIII веке против джунгаров. Мавзолей Шакантая расположен в селе Косагаш Аягозского района Восточно-Казахстанской области.
7. мавзолей Жаназар батыра (1720−1779). Полководец который стремя о стремя сражался вместе с Абылай ханом. Жаназар батыр вместе с родными братями Ерназар батыр и Куназар батыр одерживал многочисленные победы над врагами. Он участвовал в битвах за город Мавераннахр и за огромную территорию между Иртышом и Волгой а также за Устюрт и Мангистау. Жаназар батыр 30 лет своей жизни провёл в седле защищая землю своих предков. Мавзолей высотой 6 м и площадью 8×8 м, а также место для молитв 3×5 м из белого мрамора, расположен на стыке границ Шубартауского и Токырауынского болысов, 7 км к реке Еспе который протекает у подножия горы Бектау-Ата, съезд на право к юго — востоку на 41 км трассы Балхаш — Караганды. Материалы для мавзолея были доставлены из Магистауской области, Актау и Жанаозен. В мавзолее также покоится выдающийся деятель того времени и друг Жаназар батыра — Омирзак баба.
8. мавзолей Арипа Танирбергенова реставрирован в 2006 году в селе Майлино Аягозского района Восточно-Казахстанской области. Арип Танирбергенулы родился в 1856 году в Аягузском уезде Восточного Казахстана. Настоящие имя его — Мухамедкарим. Отец его Али Танирберген был бедняком. Мать Аяжан была в прошлом острословной женщиной. Среди учеников Абая Арип Танирбергенов был самым талантливым поэтом.
9. памятник Шынгожа батыру расположен в селе Шынкожа Аягозского района, Восточно-Казахстанской области. Шынкожа Базаркулулы родился в 1706 году. Он воевал в XVIII веке против джунгаров. Шынгожа батыр похоронен на холме у реки Нарын. В 1996 году к 290-летию со дня рождения батыра был установлен памятник.
10. мавзолей Дулата Бабатайулы — расположен в селе Акшатау Аягозского района Восточно-Казахстанской области. Дулат родился в селе Кызылжол. Место захоронения было утеряно, и только в 1990 году в 20 километрах от села Акшатау в селе Кызылжар был найден камень с надписью места захоронения Дулата. В 2001 году при активном участии известных писателя К. Жумадилова и поэта Н. Айтулы на могиле Д. Бабатайулы был возведён мавзолей.

### Спорт
В городе действует Детско-юношеская спортивная школа, стадион, отдельный зал для бокса, зал для борьбы. Проводятся соревнования — от внутренних чемпионатов до чемпионатов РК.
Детско-юношеская спортивная школа по Аягозскому району находится в областном подчинении. Среди воспитанников школы есть мастера спорта, чемпионы Казахстана и мира. В ДЮСШ действуют секции: футбол, волейбол, греко-римская борьба, казахша курес и бокс.
Футбол — самая популярная среди населения игра, для футбола есть: отдельный стадион, зал для мини-футбола в здании ДЮСШ и площадка для мини-футбола с искусственным покрытием. Также завоёвано много титулов в том числе: многократные чемпионы области, призёры чемпионата республики. Также недавно была создана команда по пляжному футболу — «Елсана», занявшая 3 место в Чемпионате РК по пляжному футболу, нападающий ПФК «Елсана» Н.Абдрасилов играет за сборную Казахстана на Чемпионате Европы по пляжному футболу.
Греко-римская борьба — это самый развитый вид спорта в этом регионе, этот вид становился популярным с 70-х годов, сейчас борьбой занимаются большинство юных спортсменов. С 2010 года в эксплуатацию введён новый суперсовременный зал для борьбы. В греко-римской борьбе было совершено очень много больших достижений. Есть: чемпионы Казахстана, Чемпионы Азии, призёры Олимпийских игр, чемпионы в ряде других больших турниров.
Бокс — хорошо развивающийся вид спорта в Аягозе. Также становился на ноги ещё в советские времена. Занятия идут в специализированном зале для бокса. Аягозская школа воспитала очень много чемпионов республики, чемпионов мира, чемпионов Европы, призёров Олимпийских игр.
Центральный стадион г. Аягоз, на его территории расположено большое футбольное поле с газонным покрытием и мини-поле, беговая дорожка с искусственным покрытием. Летом здесь проводятся игры чемпионата области и чемпионата района по футболу. А также тренируются спортсмены, записанные на секции футбола, волейбола, борьбы, бокса. Каждый день на стадион приходит очень много любителей здорового образа жизни.
Для любителей здорового образа жизни созданы все условия. В частности все спортивные залы центральных школ открыты для каждого жителя района и гостей города.